# 兴泉铁路
兴泉铁路，西起兴国站和京九线接轨，东至泉州站。正线全长464.16公里。其中兴国至清流段于2021年9月30日正式建成通车，清流至泉州段则于2022年12月30日通车。兴泉铁路的开通使江西东部的宁都、石城和福建西部的宁化、清流、明溪、大田、德化等8个革命老区县结束了不通铁路的历史。

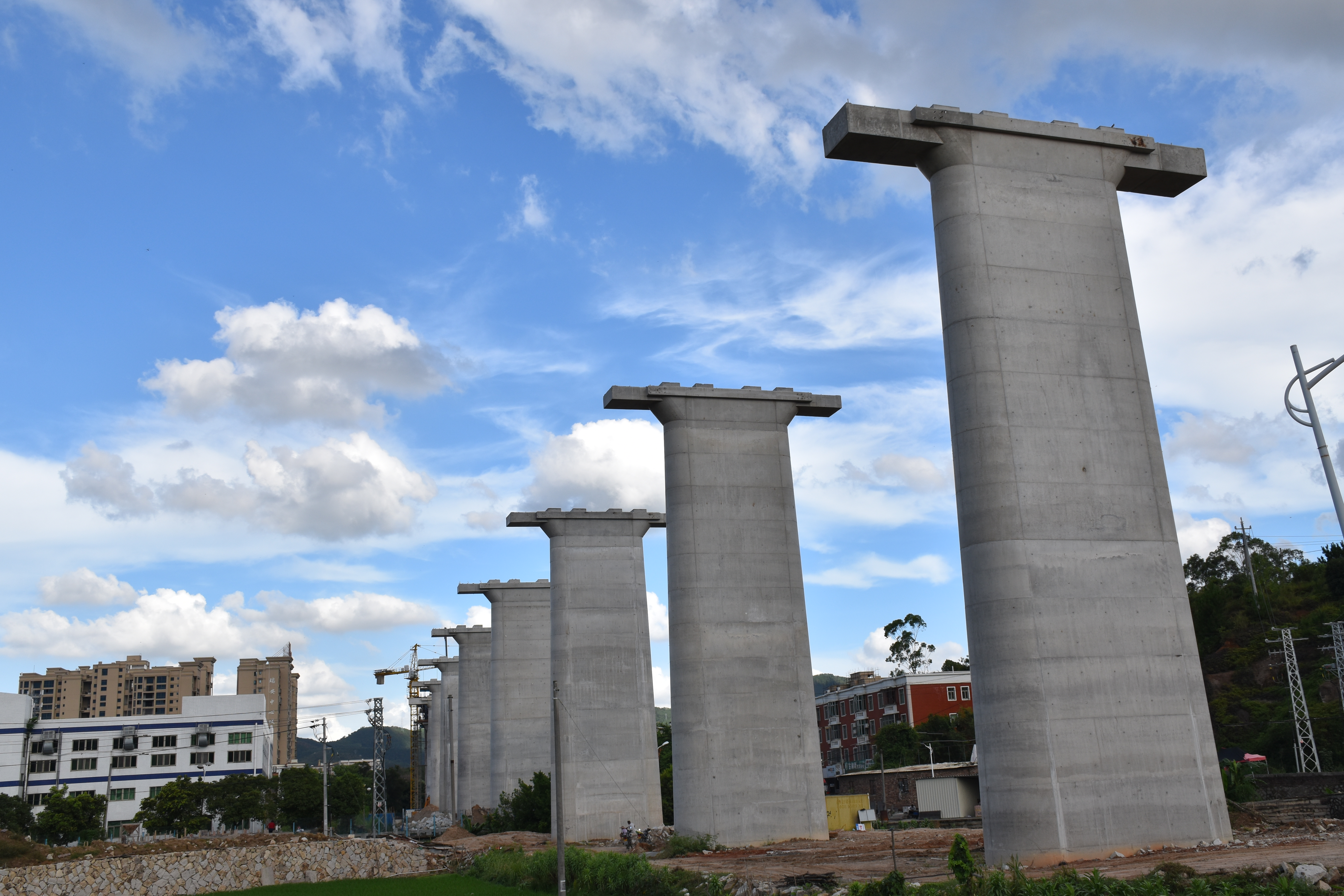
兴泉铁路南安省新特大桥

## 概况

### 江西段
兴泉铁路由京九线兴国站引出，经赣州市兴国、于都、宁都、石城。

### 福建段
该线福建段起自三明市宁化县宁化站，终至泉州市漳泉肖铁路惠安南站。客运业务以泉州站作为终点。线路总长度302.065km
其中新建泉州段货车外绕线30.163km，漳泉肖铁路扩能改造11.397km，永安联络线工程3.248km，惠安至肖厝既有电化工程23.318km，CK128+000~CK159+100段31.1km。项目总投资273.4亿元，其中工程投资271.4亿元，机车车辆购置费2亿元。福建省承担征地拆迁费用和部分工程投资77.8亿元、中国铁路总公司承担资本金77.8亿元、国家开发银行等国内银行贷款66.7亿元。

## 历史

### 前期准备
该线路最早于2010年左右规划，称为吉永泉铁路，并计划于2015年动工。2015年6月18日在泉州的新建吉安至泉州铁路可行性研究评审会基本确认将从兴国引出。

#### 江西段
2015年8月28日，新建吉安至泉州铁路（江西段）社会稳定风险分析公示，确认铁路将从兴国引出。
2016年1月21日，关于新建铁路兴国至泉州线（江西段）项目规划选址批前公示。4月25日，新建铁路兴国至泉州线兴国至泉州段(江西段)环评报告书环境影响报告书拟受理情况的公示。6月8日，新建铁路兴国至泉州线兴国至宁化段（江西段）环评报告书全文公示本。6月17日，新建铁路兴国至泉州线兴国至宁化段环境影响报告书拟批准的公示。

#### 福建段
2015年10月10日，确认兴泉铁路大田段走向。
2016年2月14日，关于新建铁路兴国至泉州线（福建段）规划选址的公示。2月23日，宁化至泉州段环境影响评价第二次公示。3月17日，宁化至泉州段环境影响评价第二次项目补充公示。3月22日，宁化至泉州段环评报告书全本公示。3月23日，福建省环境保护厅受理宁化至泉州段环环境影响报告书。6月12日，国家发改委批复了《新建兴国至泉州铁路宁化至泉州段可行性研究报告》并于16日在官網發布了批文。

### 建设
2017年3月16日，兴泉铁路开工。
2019年5月20日，兴泉铁路全线开始架梁施工。
2020年10月16日，明溪站站房主体封顶。该站位于明溪县胡坊镇奋发村，总建筑面积4997.4㎡，设计规模为2台4线。
2021年8月5日10时，位于福建省中部大田县的兴泉铁路鸡冠山隧道顺利贯通。9月30日，兴国至清流段正式开通。
2022年5月5日，兴泉铁路所有桥梁全部架设完成。5月8日，兴泉铁路全线铺轨贯通。8月3日，清流至泉州段进入动态验收阶段。

### 运营
2022年12月30日，兴泉铁路清流-泉州段开通运营。初期客运车次3对，货运车次7对，德化、大田等县结束不通铁路的历史。

## 沿途车站

### 江西段
- 兴国站
- 埠头站
- 于都北站
- 赖村站
- 宁都站
- 果子园站
- 荷树下站
- 石城东站
- 隘楼岭站

### 福建段
| 路线 | 路线 | 路线 | 所在地区 | 所在地区 | 所在地区 | 车站     | 是否设置货场 | 连接铁路                      | 城市轨道交通转乘路线        | 规模                  | 备注               |
| ---- | ---- | ---- | -------- | -------- | -------- | -------- | ------------ | ----------------------------- | --------------------------- | --------------------- | ------------------ |
|      |      |      | 福建     | 三明市   | 宁化县   | 宁化站   | 是           | 建化铁路                      |                             | 3台8线 （预留1台2线） | 与建化铁路并站     |
|      |      |      | 福建     | 三明市   | 清流县   | 清流站   | 是           | 清冠铁路                      |                             | 2台8线                | 与清冠铁路并站     |
|      |      |      | 福建     | 三明市   | 清流县   | 温郊站   |              |                               |                             |                       |                    |
|      |      |      | 福建     | 三明市   | 明溪县   | 明溪站   | 是           |                               |                             | 2台4线                |                    |
|      |      |      | 福建     | 三明市   | 三元区   | 三元西站 | 是           |                               |                             | 2台5线                |                    |
|      |      |      | 福建     | 三明市   | 永安市   | 西坑站   | 否           | 鹰厦铁路                      |                             | 4线                   | 接轨站             |
|      |      |      | 福建     | 三明市   | 永安市   | 永安南站 | 否           | 南三龙铁路                    |                             | 3台7线                | 与南三龙铁路并站   |
|      |      |      | 福建     | 三明市   | 永安市   | 葛州站   |              |                               |                             |                       |                    |
|      |      |      | 福建     | 三明市   | 大田县   | 广前站   |              |                               |                             |                       |                    |
|      |      |      | 福建     | 三明市   | 大田县   | 小湖站   | 是           |                               |                             | 2台4线                | 可进行散装货物装卸 |
|      |      |      | 福建     | 三明市   | 大田县   | 大田北站 | 否           |                               |                             | 2台3线                |                    |
|      |      |      | 福建     | 泉州市   | 德化县   | 洋田站   |              |                               |                             |                       |                    |
|      |      |      | 福建     | 泉州市   | 德化县   | 德化站   | 是           |                               |                             | 2台4线                | 可进行散装货物装卸 |
|      |      |      | 福建     | 泉州市   | 永春县   | 永春站   | 是           |                               |                             | 2台4线                | 可进行散装货物装卸 |
|      |      |      | 福建     | 泉州市   | 南安市   | 蓬华站   | 否           |                               |                             |                       | 会让站             |
|      |      |      | 福建     | 泉州市   | 安溪县   | 安溪东站 | 是           |                               |                             | 2台5线 （预留4线）    | 预留厦门支线接口   |
|      |      |      | 福建     | 泉州市   | 南安市   | 南安北站 | 是           |                               |                             | 2台5线                | 可进行散装货物装卸 |
|      |      |      | 福建     | 泉州市   | 南安市   | 雪峰站   | 否           | 雪肖线 (原泉州铁路货车外绕线) |                             | 4线                   | 接轨站 原名 玉湖站 |
|      |      |      | 福建     | 泉州市   | 丰泽区   | 泉州站   | 否           | 福厦铁路                      | 地铁1号线、3号线 （计划中） | 5台11线               | 客运站（客运终点） |

## 争议
- 在稳定风险分析公示之前，吉泉铁路走线一直存在着是从吉安市引出经过永丰县南部进入赣州市宁都县还是直接从兴国县引出的争议[27]。

- 该线的单线，最高时速160Km/h的设计标准，一经公示便引发诸多泉州网友的不满，纷纷质疑泉州为何相较临近的福州、厦门、莆田等，在新建铁路设计等级上被如此不平等地对待[28][29]。